# Libelloides ustulatus
Libelloides ustulatus is een insect uit de familie van de vlinderhaften (Ascalaphidae), die tot de orde netvleugeligen (Neuroptera) behoort. 
Libelloides ustulatus is voor het eerst wetenschappelijk beschreven door Eversmann in 1850.